# La Souquette (Abri)

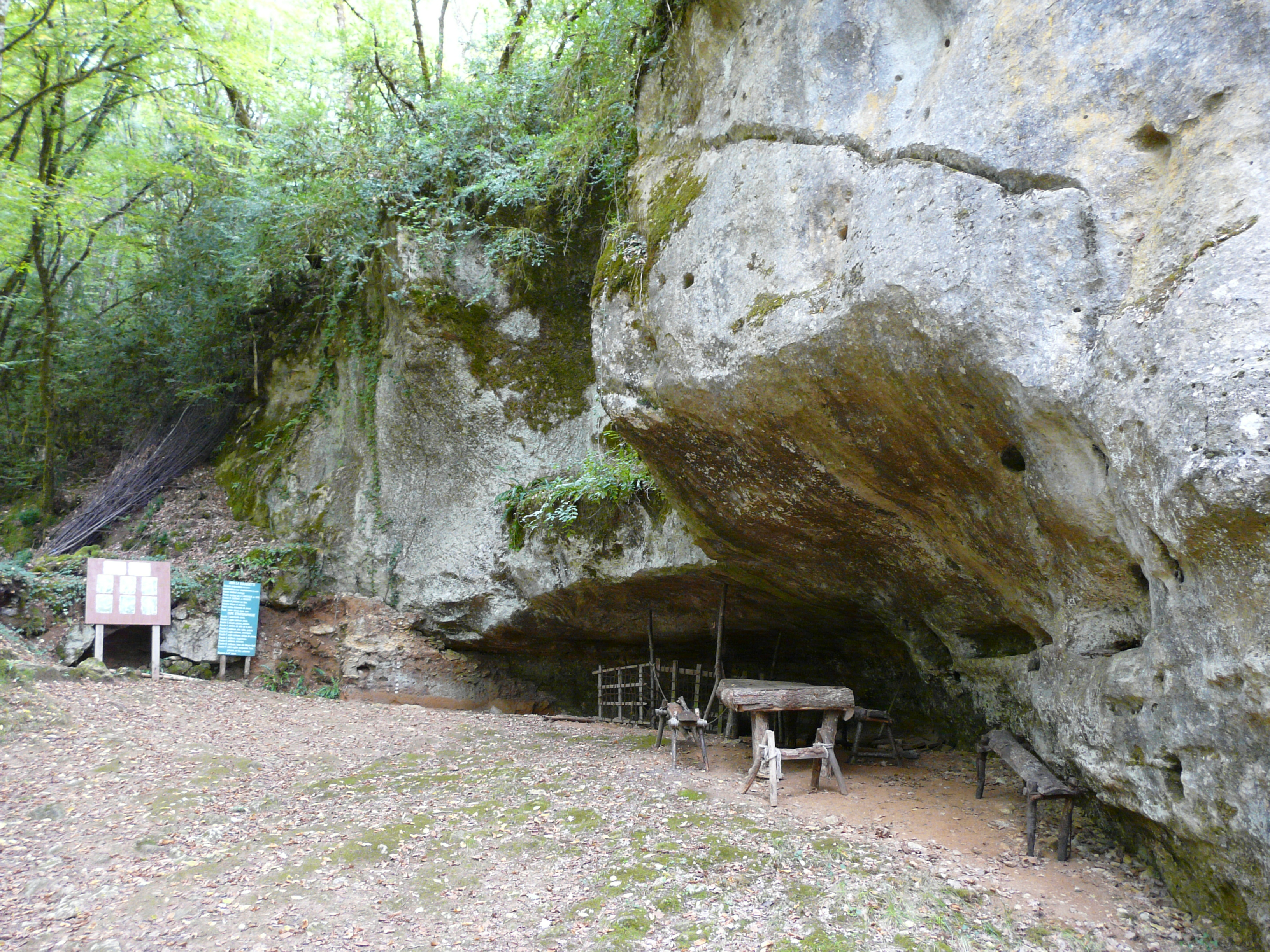
Abri de la Souquette

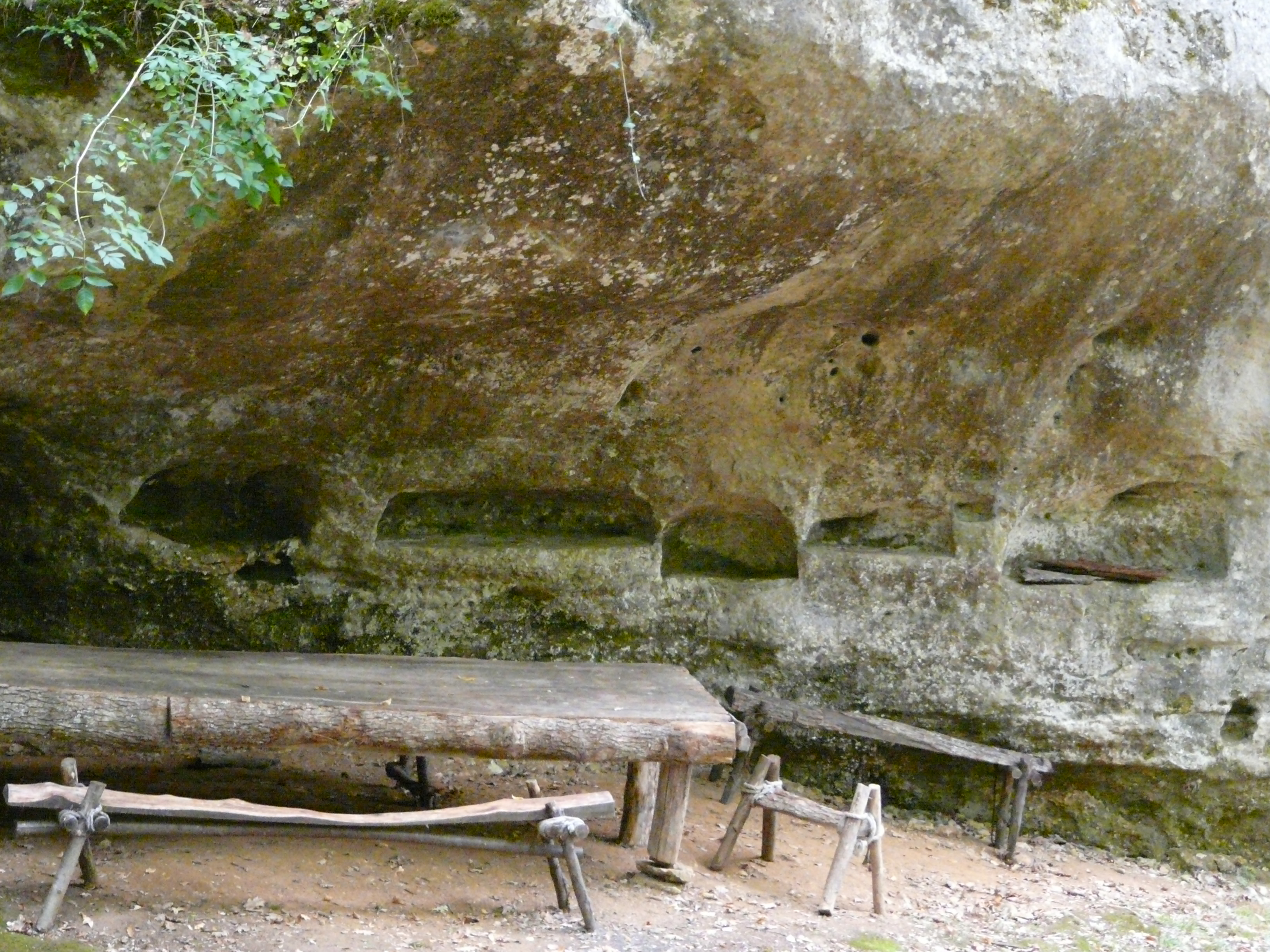
Abri de la Souquette

Der Abri de la Souquette ist eine von elf archäologischen Fundstätten zwischen Montignac-Lascaux und Les Eyzies-de-Tayac im Tal der Vézère, in der Streugemeinde Sergeac im französischen Département Dordogne.
Westlich von Sergeac öffnet sich auf der linken Flussseite der Vézère ein kleines Seitental, das Vallon des Roches oder auch Vallon de Castelmerle genannt wird. In diesem Tal finden sich insgesamt neun Abris, die zum Castel-Merle-Komplex gehören, darunter Abri Reverdit, Roc d’Acier, Abri Labattut, Partie Vierge und Abri Castanet. Das Tal weist die größte Dichte an derartigen Fundplätzen in Europa auf. Auf einer Fläche von 300 Quadratmetern gibt es elf paläolithische Stätten vom Moustérien bis zum Magdalenien.
Im Tal lebten vor etwa 85.000 Jahren Neandertaler und vor rund 35.000 Jahren Cro-Magnon-Menschen. Die Neandertaler hinterließen unter den Abris Blanchard II und Merveile Steinwerkzeuge des Moustérien als einzigen Beweis ihrer Anwesenheit. Diese Abris sind dem Norden zugewandt und sonniger als die anderen. Die Gründe für die Platzwahl sind unbekannt. Vor etwa 35.000 Jahren besiedelten die Cro-Magnons das Vallon de Castelmerle. Sie nahmen alle Abris in Besitz. Die Daten erlauben es aber nicht festzustellen, ob alle gleichzeitig genutzt wurden. Der Abri wurde noch im Mittelalter genutzt.
Der Abri de la Souquette ist etwa 16,0 m lang und 5,0 m tief. Er wurde 1902 vom Abbe Landesque und 1903 von Marcel Castanet ausgegraben. Er wurde zwischen 1911 und 1912 durch Ausgrabungen von Otto Hauser (1874–1932) stark beschädigt. Marcel Castanet kaufte ihn 1918 und 1938 führte F. Delage weitere Untersuchungen durch. Hier wurde eine Werkstatt mit einer außergewöhnlichen Anzahl von Perlen in verschiedenen Stadien der Herstellung entdeckt. Sie waren aus Mammutelfenbein und Steatit. Tierzähne und perforierte Meeresmuscheln wurden auch gefunden. 2012 wurden die Abris bekannt, als amerikanische Forscher das Alter eines gravierten Blocks auf 37.000 Jahre schätzten.